# Galechirus
Galechirus is een geslacht van uitgestorven synapsiden uit de 'Dromasauria', een groep behorend tot de Anomodontia. Het dier leefde in het Laat-Perm in zuidelijk Afrika. Galechirus kon tot 30 cm lang worden. Er zijn ten minste drie soorten benoemd.

## Beschrijving
Galechirus was een klein, op een hagedis gelijkend dier. De tanden lijken in de richting van een insectivoor te wijzen. Het is ook mogelijk dat jonge exemplaren van herbivore Therapsida hier als aparte soorten beschreven zijn.

## Vondsten
Fossielen van dit dier werden gevonden in Zuid-Afrika.